# Hybomys basilii
Hybomys basilii (Eisentraut, 1965) è un roditore della famiglia dei Muridi endemico dell'isola di Bioko.

## Descrizione

### Dimensioni
Roditore di medie dimensioni, con la lunghezza della testa e del corpo tra 118 e 160 mm, la lunghezza della coda tra 90 e 132 mm, la lunghezza del piede tra 29 e 33 mm, la lunghezza delle orecchie tra 15 e 20 mm e un peso fino a 95 g.

### Aspetto
La pelliccia è lunga, soffice e brillante. Le parti dorsali sono bruno-rossastre scure, con dei riflessi bruno-giallastri e con la base dei peli grigia, mentre le parti ventrali sono grigio-biancastre, con la base dei peli grigia. Talvolta è presente una sottile striscia dorsale nera. La coda è leggermente più corta della testa e del corpo. I maschi sono leggermente più grandi delle femmine.

## Biologia

### Comportamento
È una specie terricola e notturna, sebbene sua attiva anche di giorno.

### Riproduzione
Femmine gravide sono state catturate in ottobre e dicembre. Danno alla luce 1-2 piccoli alla volta.

## Distribuzione e habitat
Questa specie è endemica degli altopiani dell'isola di Bioko, Guinea Equatoriale.
Vive nelle fitte foreste montane ed ai margini forestali di fattorie tra 450 e 2.000 metri di altitudine.

## Conservazione
La IUCN Red List, considerato l'areale limitato e il continuo declino nell'estensione e la qualità del proprio habitat forestale montano, classifica H.basilii come specie in pericolo (EN).